# Мэрия (станция метро, Пусан)
«Мэрия» (кор. 시청; Сичхон) — подземная станция Пусанского метро на Первой линии.
Она представлена двумя боковыми платформами. Станция обслуживается Пусанской транспортной корпорацией. Расположена в квартале Йонсан-дон административного района Йондже-гу города-метрополии Пусан (Республика Корея). Голосовое объявление этой станции в поездах передаётся с гимном Пусана, из-за расположения станции вблизи Мэрии города-метрополии Пусан. На станции установлены платформенные раздвижные двери.
Станция была открыта 19 июля 1985 года.